# Testoride argonauta
Testoride argonauta è un dramma per musica in due atti del compositore João de Sousa Carvalho su libretto di Gaetano Martinelli.
Fu rappresentata per la prima volta il 5 luglio 1780 al Palazzo Reale di Queluz, nei dintorni di Lisbona.

## Rappresentazione in tempi moderni e registrazione
Questo lavoro di Carvalho in tempi moderni è stato allestito e registrato solo una volta, a Parigi, il 3 febbraio 1990: l'esecuzione fu affidata all'Orchestra Baroque du Clemencic Consort, mentre la direzione a René Clemencic.